# 15396 Howardmoore
15396 Howardmoore è un asteroide della fascia principale. Scoperto nel 1997, presenta un'orbita caratterizzata da un semiasse maggiore pari a 2,6832008 UA e da un'eccentricità di 0,2423446, inclinata di 1,80046° rispetto all'eclittica.